# 立つんだジョー
「立つんだジョー」（たつんだジョー）は、日本のロックバンド、レミオロメンの16thシングル作品。2010年7月28日にOORONG RECORDSより発売。

## 解説
- 「立つんだジョー」は、同年4月27日より「アサヒスーパードライ スリムボトル」CMソングに採用された。
- 初回盤DVDにはPVとそのメイキング映像が収録されている。PVにはボビー・オロゴンと渡辺直美が出演している。また、PVの作製には欽ちゃんの仮装大賞にて優勝経験のある梶原比出樹が担当している（世界1のSHOWタイム〜ギャラを決めるのはアナタ〜の第2回放送分より）。
- 曲名は漫画『あしたのジョー』に由来し、作画のちばてつやもこのタイトルをつけることに快諾している。藤巻亮太は、同漫画の主人公がボクシングで戦っている姿と曲のイメージがぴったり合ったと語り、まさにこの曲を表現するような言葉であるとして、このタイトルに決定した[1]。
- DVD付き購入者のみがアクセスできるスペシャルサイトも用意されてあり、着ボイス等が配信されている。
- レミオロメンとして最後のCDシングルとなった。
- オリジナル・ベストを含めアルバム未収録曲。

## 収録曲
1. 立つんだジョー
（作詞・作曲：藤巻亮太）
2. 立つんだジョー（Kaaltechs Remix）
3. 立つんだジョー（Live from TOUR2010 "花鳥風月"）